# Chaetostricha spinosus
Chaetostricha spinosus is een vliesvleugelig insect uit de familie Trichogrammatidae. De wetenschappelijke naam is voor het eerst geldig gepubliceerd in 1931 door Alexandre Arsène Girault.